# Nikolaïevsk-sur-l'Amour
Pour les articles homonymes, voir Nikolaïevsk (Homonymie).
Nikolaïevsk-sur-l'Amour (en russe : Николаевск-на-Амуре, Nikolaïevsk-na-Amoure, autrefois connu en chinois : 庙街 , en mandchou ᠮᡳᠶᠣᠣ ᡤᠠᡧᠠᠨ, et en japonais : 尼港[réf. nécessaire]) est une ville du kraï de Khabarovsk, dans l'Extrême-Orient russe et le centre administratif du raïon de Nikolaïevsk. Sa population s'élève à 17 458 habitants en 2022.

## Géographie
La ville est située sur l'Amour, à 80 km de son estuaire, à 977 km de Khabarovsk et à 582 km de Komsomolsk-sur-l'Amour.
Elle se situe à la même latitude (à dix minutes d'arc près) que des villes comme Brême (Allemagne) ou Samara (Russie d'Europe).

## Histoire

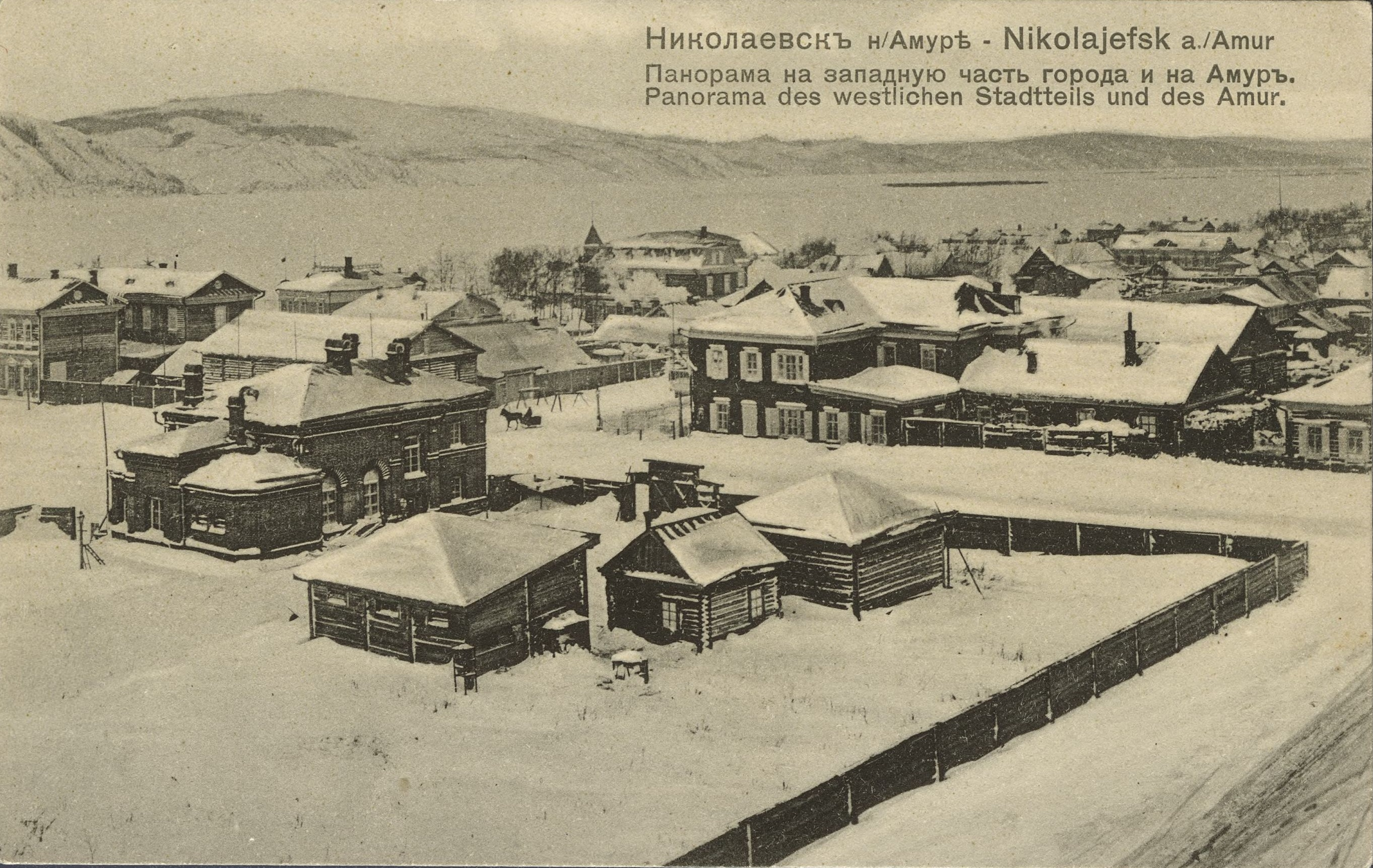
La ville de Nikolaïevsk-sur-l'Amour, vers 1900.

Un premier établissement russe, probablement précédé par le village mandchou de Fouyori, fut fondé par Guennadi Nevelskoï le 13 août 1850 comme Nikolaïevski Post, en l'honneur du l'empereur russe Nicolas Ier. En 1856, la localité reçut des droits municipaux et fut renommée Nikolaïevsk-sur-l'Amour, lorsque l'oblast du Primorie fut établi. L'amiral Vassili Zavoïko supervisa la construction d'une base navale à Nikolaïevsk.
La ville se développa comme un important port de commerce et demeura le centre administratif de cette région jusqu'à son transfert à Khabarovsk en 1880. Anton Tchekhov, qui visita la ville lors de son voyage vers Sakhaline en juillet 1890, fut témoin de son déclin. Il la décrivit dans le premier chapitre de son ouvrage L'Île de Sakhaline. Mais la ville se releva à partir de 1896 grâce à la découverte de l'or et l'établissement de pêcheries de saumons.
En 1913, Nikolaïevsk comptait 14 400 habitants. Mais durant la guerre civile, la population chuta de 15 000 à 2 000 habitants à la suite des massacres commis lors de l'incident de Nikolaïevsk en 1920. Le pouvoir des soviets s'imposa dans la ville en 1922, après le départ des troupes japonaises.
La pêche fut développée dans les années 1920 et la construction navale durant la Seconde Guerre mondiale.

## Population
Recensements (*) ou estimations de la population:
| 1863  | 1867  | 1897* | 1913   | 1926* |
| ----- | ----- | ----- | ------ | ----- |
| 5 547 | 5 314 | 5 684 | 14 400 | 7 356 |

| 1939*  | 1959*  | 1970*  | 1979*  | 1989*  |
| ------ | ------ | ------ | ------ | ------ |
| 17 314 | 30 923 | 30 082 | 33 529 | 36 296 |

| 2002*  | 2010*  | 2012   | 2013   | 2014   |
| ------ | ------ | ------ | ------ | ------ |
| 28 492 | 22 752 | 21 943 | 21 398 | 20 774 |

| 2022   | - | - | - | - |
| ------ | - | - | - | - |
| 17 458 | - | - | - | - |

## Climat
Le climat de Nikolaïevsk-sur-l'Amour est de type continental froid. La neige recouvre le sol en moyenne 180 jours par an de la fin octobre à la fin avril. La hauteur de la couche de neige atteint en moyenne 60 cm au milieu de l'hiver mais elle peut atteindre au maximum jusqu'à 240 cm. L'automne est la saison qui reçoit le plus de précipitations dans l'année.
- Température record la plus froide : −47,2 °C (janvier 1931)
- Température record la plus chaude : 35,3 °C (août 1950)
- Nombre moyen de jours avec de la neige dans l'année : 106
- Nombre moyen de jours de pluie dans l'année : 78
- Nombre moyen de jours avec de l'orage dans l'année : 8
- Nombre moyen de jours avec tempête de neige dans l'année : 19

| Mois                                  | jan.       | fév.       | mars       | avril      | mai        | juin      | jui.      | août      | sep.      | oct.       | nov.      | déc.       | année      |
| ------------------------------------- | ---------- | ---------- | ---------- | ---------- | ---------- | --------- | --------- | --------- | --------- | ---------- | --------- | ---------- | ---------- |
| Température minimale moyenne (°C)     | −24,8      | −23,8      | −16,8      | −6,5       | 1,1        | 7,9       | 12,5      | 12        | 6,3       | −1,4       | −13,5     | −22,9      | −5,8       |
| Température moyenne (°C)              | −21        | −19,1      | −11,4      | −2,3       | 5,3        | 12,7      | 16,6      | 16,3      | 10,8      | 2,3        | −9,7      | −19,2      | −1,6       |
| Température maximale moyenne (°C)     | −16,6      | −13,6      | −5,2       | 2,7        | 10,8       | 18,4      | 21,6      | 21,6      | 16,6      | 7          | −5,5      | −15,1      | 3,6        |
| Record de froid (°C) date du record   | −47,2 1931 | −45,9 1919 | −37,6 1947 | −28,8 1929 | −11,9 1931 | −3,8 1913 | 1,3 1911  | 0,6 1992  | −6 1916   | −25,1 1912 | −34 1909  | −44,2 1947 | −47,2 1931 |
| Record de chaleur (°C) date du record | 0,3 1984   | 5,7 1966   | 12,7 2021  | 19,6 1959  | 31,7 2018  | 34,3 1982 | 34,6 2021 | 35,3 1950 | 28,9 2000 | 22,5 1948  | 11,4 1939 | 2,8 1956   | 35,3 1950  |
| Ensoleillement (h)                    | 129        | 160        | 232        | 209        | 233        | 234       | 238       | 204       | 184       | 143        | 132       | 94         | 2 192      |
| Précipitations (mm)                   | 47         | 28         | 37         | 37         | 52         | 53        | 57        | 84        | 80        | 79         | 61        | 57         | 672        |
| dont neige (cm)                       | 60         | 72         | 77         | 60         | 7          | 0         | 0         | 0         | 0         | 2          | 20        | 42         | 340        |
| Nombre de jours avec précipitations   | 0          | 0          | 0,2        | 5          | 16         | 14        | 15        | 18        | 19        | 15         | 2         | 0          | 104        |
| Humidité relative (%)                 | 79         | 76         | 74         | 76         | 77         | 77        | 81        | 83        | 82        | 79         | 79        | 79         | 79         |
| Nombre de jours avec neige            | 17         | 17         | 18         | 16         | 9          | 0,1       | 0         | 0         | 0         | 12         | 21        | 19         | 129        |
| Nombre de jours d'orage               | 0          | 0          | 0          | 0,1        | 1          | 2         | 3         | 3         | 1         | 0,1        | 0,03      | 0          | 10         |
| Nombre de jours avec brouillard       | 0,3        | 0,4        | 2          | 4          | 6          | 2         | 3         | 4         | 6         | 4          | 2         | 0,3        | 34         |

| Diagramme climatique                                  |              |             |           |           |           |            |          |           |         |             |              |
| J                                                     | F            | M           | A         | M         | J         | J          | A        | S         | O       | N           | D            |
| −16,6−24,847                                          | −13,6−23,828 | −5,2−16,837 | 2,7−6,537 | 10,81,152 | 18,47,953 | 21,612,557 | 21,61284 | 16,66,380 | 7−1,479 | −5,5−13,561 | −15,1−22,957 |
| Moyennes : • Temp. maxi et mini °C • Précipitation mm |              |             |           |           |           |            |          |           |         |             |              |

## Personnalités
- Vladimir Oustinov (1953), ministre russe
- Iouri Tchaïka (1950), homme politique et ministre russe